# Багдадская консерватория
Багдадская консерватория — консерватория в столице Ирака. Основана Ханной Петрос в 1936 году.
Багдадская консерватория считается престижным образовательным учреждением. Из её стен вышли известные иракские музыканты Мунир Башир (впоследствии он преподавал в ней), Джамиль Башир, Салман Шукур и Ганим Хаддад. Там преподавала певица Фарида Мохаммад Али и музыкант Салем Абдул Карем.
Некоторые выпускники консерватории (например, Мунир Башир) получили известность не только в Ираке, но и в других странах.